# 菊池良和
菊池 良和（きくち よしかず、1978年6月18日 - ）は、日本の医師（専門は耳鼻咽喉科学）。 九州大学大学院医学研究院 耳鼻咽喉科学教室 助教（2023年現在）。
数少ない吃音症の専門医であり、かつ自らが吃音当事者である。九州大学病院で吃音外来を担当して吃音症の治療と研究にあたり、さらに吃音症についての一般社会に向けた啓発活動に尽力している。

## 経歴
山口県生まれ。3歳の頃に吃音症が顕在化し、周囲の無理解などの様々な困難に遭遇し続けた。公立中学校1年生の時に「吃音当事者である自分自身が医師になって、吃音症に立ち向かうしかない」と決意し、全国有数の難関校であるラ・サール高等学校に進み、1999年に九州大学医学部に入学した。2005年に九州大学医学部を卒業し、2年間の臨床研修を経て、2007年に九州大学医学部耳鼻咽喉科学教室（2023年現在の名称は「九州大学大学院医学研究院 耳鼻咽喉科学教室」、外部リンク）に入局した。その後、九州大学医学部臨床神経生理学教室で吃音当事者の脳について研究し、2012年に九州大学から医学博士（九州大学）を授与された。

## 著書
- 『ボクは吃音ドクターです。』2011年、毎日新聞社
- 『エビデンスに基づいた吃音支援入門』2012年、学苑社
- 『備えあれば憂いなし 吃音のリスクマネジメント』2014年、学苑社
- 『小児吃音臨床のエッセンス 初回面接のテクニック』2015年、学苑社
- （監修）『吃音のことがよくわかる本 (健康ライブラリーイラスト版)』2015年、講談社
- 『子どもの吃音 ママ応援BOOK』2016年、学苑社
- 『吃音ドクターが教える人と話すのが楽しくなる本』2016年、KADOKAWA
- 『吃音の世界』2019年、光文社新書
- （解説）小乃おの『きつおんガール』2020年、合同出版

## テレビ出演
- NHK Eテレ『バリバラ〜障害者情報バラエティー〜』2013年7月26日放送[8]
- 『NNNドキュメント』2012年4月8日放送[9]

## その他
2016年に放映された、吃音当事者を主人公とするテレビドラマ『ラヴソング』を監修した。